# Giorgio Galimberti
Giorgio Galimberti est un joueur de tennis italien né le 5 septembre 1976 à Milan, Italie. Il est professionnel depuis 1995. Il s'est surtout illustré en double.

## Palmarès

### Titre en double messieurs
| No | Date       | Nom et lieu du tournoi            | Catégorie   | Dotation  | Surface         | Partenaire        | Finalistes                            | Score           |          |
| -- | ---------- | --------------------------------- | ----------- | --------- | --------------- | ----------------- | ------------------------------------- | --------------- | -------- |
| 1  | 31-01-2005 | Internazionali di Lombardia Milan | Int' Series | 355 000 $ | Moquette (int.) | Daniele Bracciali | Jean-François Bachelot Arnaud Clément | 68-7, 7-66, 6-4 | Parcours |

### Finales en double messieurs
| No | Date       | Nom et lieu du tournoi                   | Catégorie   | Dotation  | Surface         | Vainqueurs                | Partenaire        | Score    |          |
| -- | ---------- | ---------------------------------------- | ----------- | --------- | --------------- | ------------------------- | ----------------- | -------- | -------- |
| 1  | 08-06-1998 | Internazionali di Tennis Carisbo Bologne | Int' Series | 315 000 $ | Terre (ext.)    | Brandon Coupe Paul Rosner | Massimo Valeri    | 7-6, 6-3 |          |
| 2  | 09-02-2004 | Indesit ATP Milan Indoor Milan           | Int' Series | 355 000 $ | Moquette (int.) | Jared Palmer Pavel Vízner | Daniele Bracciali | 6-4, 6-4 | Parcours |

## Parcours en Grand Chelem

### En simple
| Année | Open d'Australie | Open d'Australie | Roland-Garros | Roland-Garros      | Wimbledon | Wimbledon | US Open  | US Open         |
| ----- | ---------------- | ---------------- | ------------- | ------------------ | --------- | --------- | -------- | --------------- |
| 1998  | -                | -                | -             | -                  | -         | -         | 2e tour  | Marcelo Ríos    |
| 1999  | -                | -                | -             | -                  | -         | -         | -        | -               |
| 2000  | -                | -                | -             | -                  | -         | -         | -        | -               |
| 2001  | -                | -                | -             | -                  | -         | -         | -        | -               |
| 2002  | -                | -                | 1er tour      | Nikolay Davydenko  | -         | -         | -        | -               |
| 2003  | -                | -                | 1er tour      | Juan Ignacio Chela | -         | -         | 1er tour | Stefan Koubek   |
| 2004  | -                | -                | -             | -                  | -         | -         | -        | -               |
| 2005  | -                | -                | -             | -                  | -         | -         | 2e tour  | Richard Gasquet |

### En double
| Année | Open d'Australie           | Open d'Australie               | Roland-Garros                | Roland-Garros                  | Wimbledon                  | Wimbledon                       | US Open                      | US Open                   |
| ----- | -------------------------- | ------------------------------ | ---------------------------- | ------------------------------ | -------------------------- | ------------------------------- | ---------------------------- | ------------------------- |
| 2004  | -                          | -                              | -                            | -                              | 1er tour Daniele Bracciali | Leander Paes David Rikl         | -                            | -                         |
| 2005  | 2e tour Filippo Volandri   | Lu Yen-hsun Takao Suzuki       | 3e tour Paradorn Srichaphan  | Mark Knowles Daniel Nestor     | 1er tour Filippo Volandri  | Robert Lindstedt Alexander Peya | 1er tour Paradorn Srichaphan | Wayne Black Kevin Ullyett |
| 2006  | 1er tour Jaroslav Levinský | Dominik Hrbatý Michal Mertiňák | 1er tour Paradorn Srichaphan | Thomas Johansson Wesley Moodie | -                          | -                               | -                            | -                         |